# Francisco Espíldora
Francisco Espíldora Muñoz (Ceuta, España, 22 de octubre de 1948) es un exfutbolista español que se desempeñaba como defensa.
Nacido en Ceuta, creció en Málaga desde los quince días de vida.

## Clubes
| Club                | País   | Año       |
| ------------------- | ------ | --------- |
| Real Madrid C. F.   | España | 1969-1970 |
| Villarreal C. F.    | España | 1971      |
| Racing de Santander | España | 1971-1975 |
| Cádiz C. F.         | España | 1975-1976 |